# Carex opaca
Carex opaca är en halvgräsart som först beskrevs av Frederick Joseph Hermann, och fick sitt nu gällande namn av P.Rothr. och Anton Albert Reznicek. Carex opaca ingår i släktet starrar, och familjen halvgräs. Inga underarter finns listade i Catalogue of Life.